# 2 Armia (Węgry)
2 Armia – jedna z trzech armii Sił Zbrojnych Królestwa Węgier podczas II wojny światowej.

## Utworzenie
Węgry uczestniczyły w podziale Czechosłowacji w latach 1938–1939. W sierpniu 1940 r. Niemcy i Włochy podjęły w Wiedniu arbitrażową decyzję na mocy której północna część Siedmiogrodu wróciła do Węgier, a południowa pozostała przy Rumunii. Węgry były pierwszym państwem, które przyłączyło się do paktu trzech: III Rzesza, Japonia i Włochy, podpisując 20 listopada 1940 r. pakt. Hitlerowska III Rzesza domagała się od Honwedów utworzenia 23 dywizji. Było to 2/3 potencjału mobilizacyjnego Węgrów. Po długich targach szef sztabu Węgrów gen. płk Ferenc Szombathelyi uzgodnił wysłanie na front 10 dywizji liniowych i 5 dywizji okupacyjnych.
2 Armia została utworzona 1 marca 1940 roku, podobnie jak i pozostałe dwie armie polowe Węgier. 2 Armia składała się z dziewięciu lekkich dywizji piechoty i jednej dywizji pancernej. Dowodził nią gen. płk Gusztáv Jány.
Duża część żołnierzy armii wywodziła się z mniejszości narodowych (służyło w niej ok. 15 tys. Węgrów pochodzenia rumuńskiego), które 14,5 mln Węgry miały dużo (Serbowie, Słowacy, Rumuni).
Wszystkie trzy związki operacyjne, brały bezpośredni udział w walkach na Froncie Wschodnim przeciwko Armii Czerwonej. Jednak, w przeciwieństwie do 1 Armii, która wzięła udział w walkach w obronie granic Węgier, 3. Armia uczestniczyła w inwazji na Jugosławię w 1941 a 2. Armia, walczyła w bitwie pod Stalingradem w 1942.

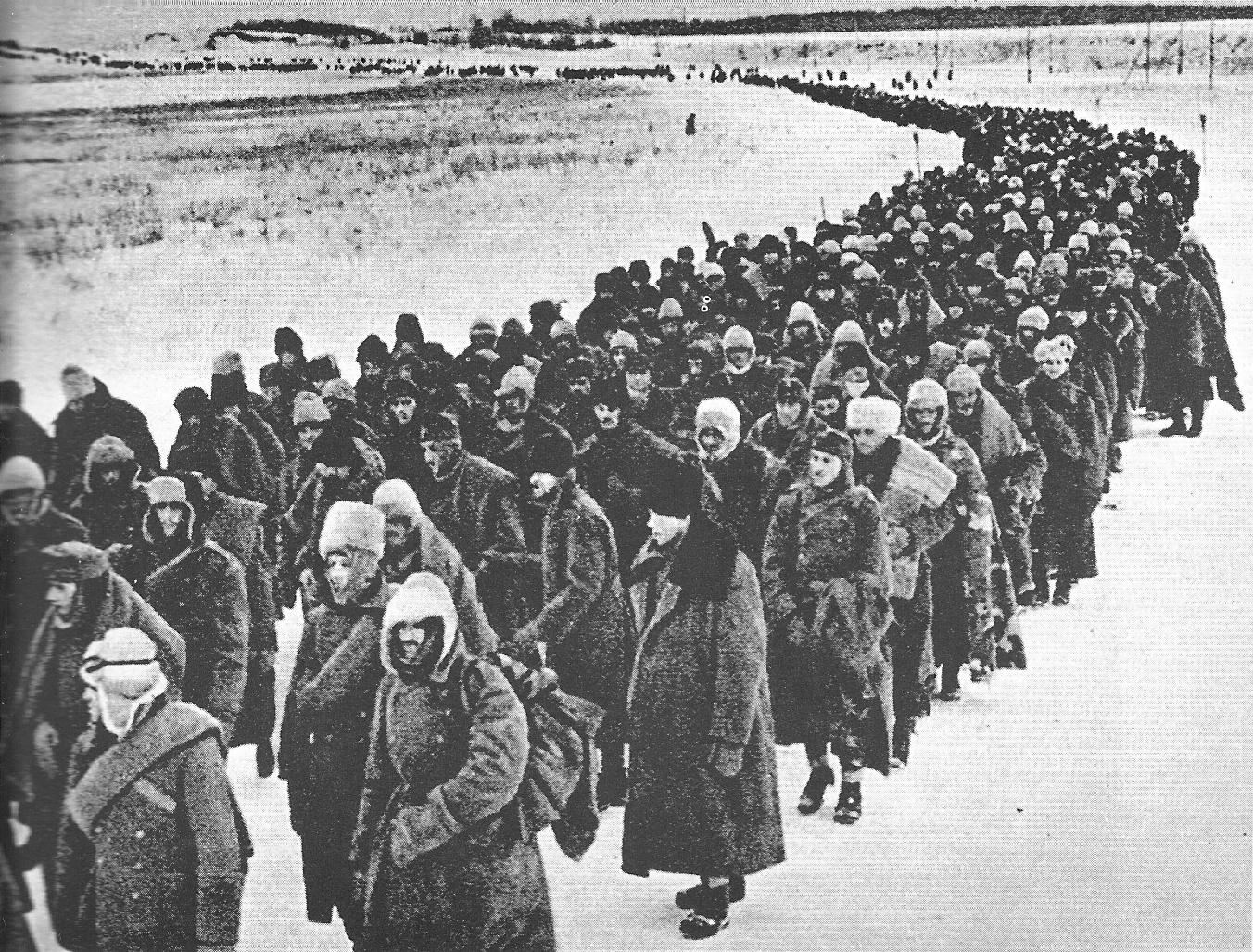
Kolumna niemieckich, rumuńskich i węgierskich jeńców wojennych w trakcie marszu do obozu jenieckiego, zima 1943

## Stalingrad
Od 11 kwietnia 1942, węgierska 2. Armia w sile 209 000 żołnierzy rozpoczęła przemieszczenie na front i dołączanie do Grupy Armii Południe na południu Rosji. W lipcu 1942 roku, 2. Armia stała się częścią Grupy Armii B w operacji Fall Blau nad Donem i obsadziła 200 km rejon obrony między Woroneżem, a Pawłowskiem (dzisiaj Togliatti). W rejonie tym wojska sowieckie miały dwa umocnione przyczółki szerokości 30 i 100 km w rejonach: Urew i Szczuczkoje. Przyczółków tych Węgrzy nie zlikwidowali do jesieni, kiedy na tym odcinku zapanowała cisza operacyjna. Decyzje o wysłaniu 2 Armii na front uzasadniano w Budapeszcie koniecznością walki z bolszewizmem. Do węgierskiego sztabu został przydzielony jako oficer łącznikowy generał niemiecki von Witzleben. Węgrzy na froncie mieli kłopoty z zaopatrzeniem w żywność. Nie byli też wyposażeni w ciężkie uzbrojenie. Niemcy obiecali pomoc i dostarczenie 250 dział ppanc., 180 dział 88 mm, jednak obietnic nie dotrzymali. W dowództwie niemieckim Grupy Armii B Węgrów traktowano jako niepewnych sojuszników. Ponadto Niemcy uważali ten kierunek operacyjny za drugorzędny, ponieważ kierunkiem zasadniczym był rejon Stalingradu.
4 stycznia zwiad lotniczy 2 Armii rozpoznał gromadzenie sowieckich dywizji na przyczółku Urew. 12 stycznia 1943 r. z przyczółka Urew, a 14 stycznia z przyczółka Szczuckoje ruszyło sowieckie natarcie. Sowieci uderzyli siłami 22 dywizji. 2 Armia podjęła odwrót z opóźnieniem, ponieważ oczekiwano zgody Hitlera na odwrót. 30 stopniowy mróz i przewaga, uniemożliwiły powstrzymanie wojsk sowieckich. Już 15 stycznia walki toczyły się koło Aleksiejewki, gdzie dyslokowany był sztab 2 Armii. Armii groziło zamknięcie w kotle. Odwrót trwał cztery dni. Wycofano się 250 km na zachód, w dolinę Oskoł. W dolinie Oskoł pozostało 17 tys. ludzi. Odcięty 3 Korpus 2 Armii utrzymywał styczność z Sowietami do 26 stycznia. Zabezpieczał on skrzydło niemieckiego korpusu pancernego, czym zabezpieczył odwrót Niemców spod Woroneża. Dowódca 3 korpusu gen. Stomm, po nieudanej próbie przebicia i wyjścia z okrążenia, 1 lutego rozwiązał resztki korpusu i rozpuścił żołnierzy. Sam ze sztabem dostał się do niewoli sowieckiej. Do połowy lutego styczność z wrogiem miały oddziały węgierskie walczące razem z oddziałami niemieckimi. Straty 2 Armii, w ciągu 12 dni walk wyniosły 105 085 żołnierzy (zabici, ranni i wzięci do niewoli). Na polu walki zostało 110 tys. karabinów, 460 dział ppanc., ponad 70 samolotów oraz 111 czołgów. Straty wyniosły ponad 85% stanu osobowego.
Wojska węgierskie nie wróciły już na front. Wycofana armia, zgodnie z porozumieniem regenta Horthyego z Hitlerem skierowana została do zadań okupacyjnych i walki z partyzantką na Ukrainie.
Nad Donem ponieśli klęskę nie tylko Węgrzy. W grudniu 1942 została rozbita tam 8 Armia włoska, a dalej na południu 10 dywizji armii rumuńskiej.
Pod koniec wojny zreformowana 2. Armia walczyła z większym powodzeniem w bitwie pod Debreczynem, ale w czasie oblężenia Budapesztu została całkowicie zniszczona, natomiast resztki oddziałów zostały detaszowane do 3. Armii węgierskiej.

## Dowódcy
- gen. por. Gusztáv Jány – od 1 marca 1940 – 5 sierpnia 1943 (uhonorowany niemieckim Krzyżem Kawalerskim w dniu 31 marca 1943)
- gen. por. Géza Lakatos – z 5 sierpnia 1943 – 1 kwietnia 1944 roku (otrzymał niemiecki Krzyż Rycerski w dniu 24 maja 1944)
- gen. Lajos Veress von Dálnoki (Dálnoki Veres Lajos) – od 1 kwietnia 1944 – 16 października 1944
- gen. Jenő Major – od 16 października 1944 – 13 listopada 1944